# Капиревщина
Капиревщина (рос. Капыревщина) — село в Ярцевському районі Смоленської області Росії. Адміністративний центр Капиревщинського сільського поселення.
Населення — 934 особи (2007).

## Розташування
Розташоване в північній частині області при річці Вопь (притока Дніпра) за 20 км на північ від міста Ярцево.

## Історія
Станом на 1885 рік у садибі, центрі Капиревщинської волості Духовщинського повіту Смоленської губернії, існувала православна церква, сироварний завод й постоялий двір.
У роки Німецько-радянської війни село окуповано гітлерівськими військами у жовтні 1941 року, звільнено у березні 1943 року.